# Vespro siciliano (film)
Vespro siciliano è un film del 1949 diretto da Giorgio Pàstina.
Il soggetto è tratto dal libretto dell'opera lirica Les véspres siciliennes di Eugène Scribe e Charles Duveyrier, musica di Giuseppe Verdi, ispirato alla vicenda storica dei Vespri siciliani.

## Trama
Sicilia, 1282. Elena di Caltabellotta, promessa sposa a Giovanni da Procida, è costretta, per volere di Carlo d'Angiò, sotto il cui potere si trova la Sicilia, a sposare il duca di Saint-Rémy, governatore di Palermo. Giovanni da Procida rientra dall'esilio e prepara la rivolta. Si rifugia in casa di un mugnaio, Tommaso, perché viene inseguito dagli armati del governatore, agli ordini del capitano Droet, che ha così occasione di conoscere la bella figlia del mugnaio, Laura, della quale si innamora non curante che sia promessa ad un pescatore. Aiutata dall'Abate di Santo Spirito e dalla moglie del Governatore, tenta di ridurre i tempi delle pratiche matrimoniali, mentre Droet, per impedire il matrimonio, tende un tranello al mugnaio e lo arresta accusandolo di ribellione. Liberato, Tommaso morirà durante una battaglia. Durante la celebrazione delle nozze di Laura con il pescatore, Droet tenta di rapire la sposa, ma lo sposo gli si avventa contro. Laura fa suonare una campana per fare intertvenire tutto il popolo. Giovanni da Procida scende dalla montagna con i suoi uomini. Il Governatore tenta di fuggire, ma Elena grida al popolo di uccidere e viene uccisa ella stessa insieme all'odiato sposo. La Sicilia è liberata: Laura potrà unirsi all'amato. Al termine della rivolta circa ottocento francesi sono caduti.